# Sefton (Nouvelle-Zélande)
Pour les articles homonymes, voir Sefton.
Sefton est une petite localité du district du Waimakariri, dans la région de Canterbury de l'île du Sud de la Nouvelle-Zélande.

## Situation
Elle est localisée à environ 23 miles de la ville de Christchurch.

## Population
En 1886, on recensait une population de 276 habitants et c'était une station de la  ligne allant de Christchurch à Ashley 
En 1891, elle avait une population de 390 habitants, dont 202 hommes et 188 femme.
Lors du recensement de 2013 en Nouvelle-Zélande, la population était de 627 habitants.

## Éducation
Sefton a une école nommée : « Sefton School », (établie en 1884). Elle a un taux de décile de 7. C'est une école mixte, d’état, assurant tout le primaire, avec un effectif de 125 élèves en mars 2019. 